# 基阿迪丰·乌多姆
基阿迪丰·乌多姆（2000年6月26日—），是一名泰国足球运动员，司职门将。現效力於泰超巴吞聯。

## 国家队生涯
2021年10月15日，基阿迪丰·乌多姆入选泰国U21，参加亞足聯U-23亞洲盃预选赛。